# Qualificazioni al campionato europeo maschile di calcio 2004 - Gruppo 7

## Classifica
| Pos. | Squadra       | Pt | G | V | N | P | GF | GS | DR  |
| ---- | ------------- | -- | - | - | - | - | -- | -- | --- |
| 1.   | Inghilterra   | 20 | 8 | 6 | 2 | 0 | 14 | 5  | +9  |
| 2.   | Turchia       | 19 | 8 | 6 | 1 | 1 | 17 | 5  | +12 |
| 3.   | Slovacchia    | 10 | 8 | 3 | 1 | 4 | 11 | 9  | +2  |
| 4.   | Macedonia     | 6  | 8 | 1 | 3 | 4 | 11 | 14 | -3  |
| 5.   | Liechtenstein | 1  | 8 | 0 | 1 | 7 | 2  | 22 | -20 |

## Risultati

### Prima giornata
| Arbitro: | Nieto |

|                         |           |  |
| Akın 14’ Erdem 44’, 65’ | Marcatori |  |

| Arbitro: | Hodulian |

|               |           |            |
| Stocklasa 90’ | Marcatori | 8’ Hristov |

### Seconda giornata
| Arbitro: | Fisker |

|                |           |                    |
| Grozdanoski 2’ | Marcatori | 29’ Okan 53’ Nihat |

| Arbitro: | Messina |

|            |           |                      |
| Németh 23’ | Marcatori | 64’ Beckham 82’ Owen |

### Terza giornata
| Arbitro: | Baskakov |

|                                             |           |  |
| Okan 7’ Davala 14’ Mansız 23’ Akın 81’, 90’ | Marcatori |  |

| Arbitro: | Ibáñez |

|                         |           |                         |
| Beckham 12’ Gerrard 35’ | Marcatori | 10’ Šakiri 24’ Trajanov |

### Quarta giornata
| Arbitro: | Kasnaferis |

|  |           |                      |
|  | Marcatori | 28’ Owen 53’ Beckham |

| Arbitro: | Duhamel |

|  |           |                       |
|  | Marcatori | 28’ Petráš 90’ Reiter |

### Quinta giornata
| Arbitro: | Čeferin |

|                                        |           |  |
| Reiter 19’ Németh 50’, 64’ Janočko 89’ | Marcatori |  |

| Arbitro: | Meier |

|                                |           |  |
| Vassell 75’ Beckham 90’ (rig.) | Marcatori |  |

### Sesta giornata
| Arbitro: | Jara |

|                                            |           |          |
| Sedloski 39’ (rig.) Krstev 52’ Stojkov 82’ | Marcatori | 20’ Beck |

| Arbitro: | Hauge |

|  |           |           |
|  | Marcatori | 12’ Nihat |

### Settima giornata
| Arbitro: | Rosetti |

|                                         |           |                            |
| Nihat 25’ Karadeniz 47’ Hakan Şükür 57’ | Marcatori | 23’ Grozdanoski 27’ Šakiri |

| Arbitro: | Stark |

|                      |           |             |
| Owen 61’ (rig.), 72’ | Marcatori | 31’ Janočko |

### Ottava giornata
| Arbitro: | De Bleeckere |

|             |           |                               |
| Hristov 28’ | Marcatori | 52’ Rooney 63’ (rig.) Beckham |

| Arbitro: | van Egmond |

|  |           |                                    |
|  | Marcatori | 14’ Metin 41’ Okan 50’ Hakan Sükür |

### Nona giornata
| Arbitro: | Sundell |

|            |           |                 |
| Németh 25’ | Marcatori | 62’ Dimitrovski |

| Arbitro: | Fisker |

|                     |           |  |
| Owen 46’ Rooney 52’ | Marcatori |  |

### Decima giornata
| Istanbul 11 ottobre 2003, ore 20:00 UTC+3 | Turchia | 0 – 0 referto | Inghilterra | Stadio Şükrü Saraçoğlu (42.000 spett.)\| Arbitro: \| Collina \| |
| Arbitro:                                  | Collina |               |             |                                                                 |

| Arbitro: | Hyytiä |

|  |           |                 |
|  | Marcatori | 40’, 56’ Vittek |

## Statistiche

### Classifica marcatori
5 reti
- David Beckham (2 rig.)
- Michael Owen (1 rig.)

4 reti
- Szilárd Németh

3 reti
- Serhat Akın
- Okan Buruk
- Nihat Kahveci

2 reti
- Wayne Rooney
- Vlatko Grozdanoski
- Gjorgji Hristov
- Artim Šakiri
- Vladimír Janočko
- Ľubomír Reiter
- Róbert Vittek
- Arif Erdem
- Hakan Şükür

1 rete
- Steven Gerrard
- Darius Vassell
- Roger Beck
- Michael Stocklasa
- Dragan Dimitrovski
- Mile Krstev
- Goce Sedloski (1 rig.)
- Aco Stojkov
- Vančo Trajanov
- Martin Petráš
- Ümit Davala
- Gökdeniz Karadeniz
- İlhan Mansız
- Tümer Metin